# کوچک‌سازی (فیلم ۲۰۱۷)
کوچک سازی (انگلیسی: Downsizing) فیلمی در ژانر کمدی-درام به کارگردانی الکساندر پین است که در سال ۲۰۱۷ منتشر شد.
از بازیگران این فیلم می‌توان به مت دیمون، کریستف والتس و هانگ چائو اشاره کرد.
همچنین این فیلم محصول کمپانی پارامونت پیکچرز می‌باشد که با بودجه ۶۸ میلیون دلاری در تاریخ ۲۲ دسامبر در سینماهای آمریکا اکران شده‌است.